# Bevara Österåker
Bevara Österåker var ett lokalt politiskt parti som var registrerat för val till kommunfullmäktige i Österåkers kommun. Partiet var under mandatperioden 2002/2006 representerat i Österåkers kommunfullmäktige.